# Kris Johnson
Kristofer Michael Johnson (né le 14 octobre 1984 à West Covina, Californie, États-Unis) est un lanceur gaucher de baseball.
En 2015, Kris Johnson rejoint les Hiroshima Toyo Carp de la Ligue centrale du Japon. En 2016, il est le deuxième joueur né hors du Japon à remporter le prix Eiji Sawamura remis au meilleur lanceur de la saison dans les ligues japonaises, après Gene Bacque en 1964.
Johnson joue dans la Ligue majeure de baseball avec les Pirates de Pittsburgh en 2013 et les Twins du Minnesota en 2014.

## Carrière

### Ligues mineures
Alors qu'il fréquente encore l'école secondaire à Blue Springs au Missouri en 2003, Kris Johnson est repêché par les Angels d'Anaheim au 50e tour de la séance du repêchage amateur. Il repousse l'offre et rejoint les Shockers de l'université Wichita State. Les Red Sox de Boston en font leur premier choix de repêchage en 2006. Mis sous contrat pour 850 000 dollars, Johnson déçoit dans les ligues mineures : en un peu plus de 5 années passées dans l'organisation des Red Sox, sa moyenne de points mérités s'élève à 5,10 et il n'a gagné que 28 matchs pour 49 défaites. En 2011, après seulement 20 manches et deux tiers lancées au début de sa 3e saison chez les Red Sox de Pawtucket, le club-école de niveau Triple-A de la franchise bostonnaise, il a déjà accordé 31 points et sa moyenne de points mérités s'élève à 12,63. Il est libéré par Boston le 16 mai 2011.
Johnson se retrouve brièvement dans le baseball indépendant à jouer pour les T-Bones de Kansas City de l'Association américaine avant de signer un contrat avec les Pirates de Pittsburgh de la MLB et d'être en 2012 assigné aux ligues mineures. En 101 manches et deux tiers lancées pour des clubs affiliés aux Pirates en 2012, il alterne entre les rôles de lanceur partant et de lanceur de relève et présente sa meilleure moyenne de points mérités (3,19) depuis son arrivée dans les rangs professionnels.

### Pirates de Pittsburgh
Âgé de 28 ans, l'ancien espoir des Red Sox de Boston fait ses débuts dans le baseball majeur avec les Pirates de Pittsburgh le 18 août 2013. Il apparaît dans 4 matchs de l'équipe. Sa première sortie est comme releveur face aux Diamondbacks de l'Arizona alors qu'il entre en jeu en 11e manche d'un très long match. Il lance 6 manches dans ce match qui en dure 16 mais encaisse la défaite dans le revers de 4-2 des Pirates. Ses trois autres parties jouées pour Pittsburgh sont comme releveur. En 10 manches et un tiers lancées pour l'équipe, il compte 2 défaites, 9 retraits sur des prises et sa moyenne de points mérités s'élève à 6,10.

### Twins du Minnesota
Le 18 novembre 2013, Pittsburgh échange Kris Johnson aux Twins du Minnesota contre le lanceur droitier Duke Welker. Il effectue 3 départs, lance 13 manches et un tiers et encaisse une défaite avec les Twins en 2014.

### Japon
En 2015, Kris Johnson rejoint les Hiroshima Toyo Carp de la Ligue centrale du Japon. En 2016, il est le deuxième joueur né hors du Japon à remporter le prix Eiji Sawamura remis au meilleur lanceur de la saison dans les ligues japonaises, après Gene Bacque en 1964.